# میتو کاکیزاوا
میتو کاکیزاوا (به ژاپنی: 柿沢未途, Kakizawa Mito)؛ زادهٔ ۲۱ ژانویهٔ ۱۹۷۱) سیاستمدار اهل ژاپن است. او عضو سابق ممجلس نمایندگان (ژاپن) بود.
پدر او کوجی کاکیزاوا، وزیر خارجه سابق و عضو هر دو مجلس رژیم بود که تا سال ۲۰۰۳ به مدت هفت دوره در مجلس نمایندگان خدمت کرد.
در سال ۲۰۲۴ دادگاه ناحیه توکیو وزیر دادگستری سابق میتو کاکیزاوا را به خرید رأی به ارزش ۲٫۸ میلیون ین (۱۹٬۰۰۰ دلار) در جریان انتخابات شهرداری در بخش کوتو-کو، توکیو توکیو محکوم کرد. در آوریل ۲۰۲۳ و او را به دو سال حبس تعلیقی محکوم می‌کند.